# Амура, Клаудия Ноеми
Клаудия Ноеми Амура (исп. Claudia Noemí Amura; род. 26 августа 1970 года, Ла-Бока, Буэнос-Айрес, Аргентина) — аргентинская шахматистка, гроссмейстер среди женщин (1998). По профессии журналист.

## Биография
Родители — Луис Амура и Берсабет Грамайо.
Начала заниматься шахматами когда её ещё не было и 7 лет. До 8 лет успела принять участие в своём первом турнире. Один из организаторов турнира даже решил что маленькая девочка случайно заняла место настоящего шахматиста. В 13 лет выиграла свой первый национальный турнир, в котором участвовали 32 человека, из них только 2 женщины. Со второй половины 1980-х её тренером был Оскар Панно.
Неоднократно становилась чемпионкой Аргентины. Выиграла Панамериканский чемпионат 1997 года в Венесуэле. Шесть раз (в 1990, 1992, 1994, 1996, 1998, 1999) выигрывала чемпионат Южной Америки. Выиграла женский турнир мемориала Капабланки на Кубе в 1990 году.
Трижды принимала участие в межзональных турнирах (отборочных соревнованиях на первенство мира) — в 1990, 1991, 1993 годах. Наилучшее выступление в 1990 году в Азове — 5 место.
Трижды участвовала в чемпионатах мира по нокаут системе — в 2000 проиграла на 1 этапе Сюй Юйхуа, в 2006 на 1 этапе Ирине Круш, в 2008 на 2 этапе Жуань Люфэй. На чемпионате мира 2008 года подписала письмо с требованием переноса чемпионата из России из-за агрессии против Грузии, но чемпионат не покинула.
Дважды (2005 и 2007) завоёвывала бронзовые медали чемпионатов Америки. В 2007 году выиграла зональный турнир в Портеро-де-лос-Фюнес.

### Выступления за сборную Аргентины
- Участник 8 шахматных олимпиад — 1988, 1990, 1992, 1994, 1998, 2008, 2010, 2012 — индивидуальное серебро в 1990 на 1-й доске[6].

## Семья и карьера
С 1997 года замужем за мексиканским гроссмейстером Хильберто Эрнандес Герреро. Четверо детей — Жильберту (1998), Луис (2000), Сантьяго (2001) и Россио (2003).
Шахматный обозреватель в аргентинских газетах «La Nación», «Página/12» и «El Liberal — Santiago del Estero».